# Caspar II. Lerch

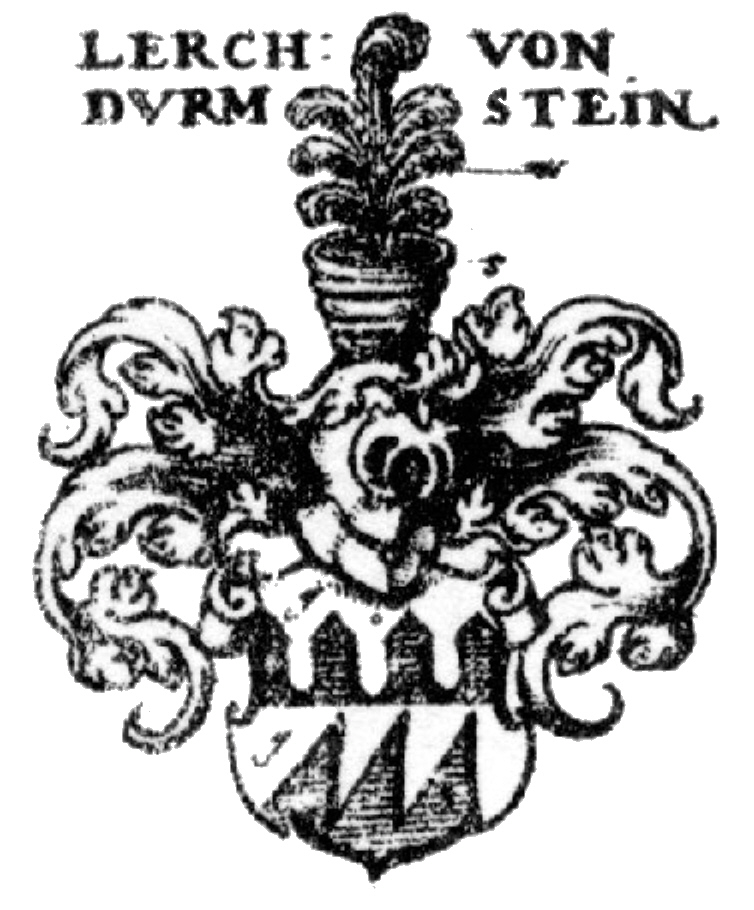
Das Wappen der Lerch von Dirmstein

Der zweite Caspar Lerch von Dirmstein (* um 1480 in Dirmstein; † 7. oder 17. August 1548 in Dirmstein), der in manchen Urkunden auch – vermutlich wegen familiär vererbter Kleinwüchsigkeit – Lerckel oder Lerckell („Lerchlein“) genannt wird, war ein Ritter aus der Familie Lerch von Dirmstein. Bedeutung erlangte er zum einen dadurch, dass er 1523 mit „stattlicher ritterlicher Hilfe“ den rebellischen Ritter Franz von Sickingen unterstützte, der etwa im gleichen Alter stand und mit dessen Ehefrau Hedwig von Flersheim die Familie Lerch verwandt war. Zum anderen wurde Caspar Lerch II. im Jahre 1539 über die Erweiterung des Spitalhofs zum Gründer der heutigen Katholischen Hospitalstiftung Dirmstein.

## Familie und Leben
Caspar Lerch IV. (1575–1642), Chronist der Familie und Enkel von Caspar Lerch II., führte in seinen genealogischen Aufzeichnungen den Ursprung seines Geschlechtes auf eine Adelsfamilie Frambalcken von Dirmstein zurück, über die es sonst keine Zeugnisse gibt. Erstmals wurde ein Jacob Lerch von Dirmstein in einer Urkunde von 1281 erwähnt; er soll 1298 gestorben sein. Die Linie setzte sich ununterbrochen fort über Jacob Lerch II. († um 1356), Jacob Lerch III. († 1400), Caspar Lerch I. († 1480), Caspar Lerch II. und Caspar Lerch III. (1540–1590) bis zu dem genannten Chronisten.
Caspar II. Lerch wurde geboren als Sohn von Caspar I. Lerch und seiner Gattin, die aus dem Geschlecht der Schliederer von Lachen stammte.
Möglicherweise aus eigenen Mitteln, vielleicht auch über seine drei Heiraten mit Anna von Erfenstein oder Heppenheim gen. vom Saal, Apollonia von Schmiedberg und Agnes von Münchingen, gelangen Caspar Lerch II. beträchtliche Erweiterungen des Familienbesitzes. So erwarb er das Schlossgut Hollenburg bei Wachenheim, die Burg Diemerstein im Pfälzerwald sowie Ländereien in Biblis, Wattenheim, Meckenheim, Großbockenheim, Lambsheim, Colgenstein und Niederkirchen.
Caspar Lerch II. gehörte zu den Räten des Hochstifts Worms, die eine Verfügung des bischöflichen Administrators Heinrich vom 1. Juli 1534 erwirkten. Darin wurden „allen zu Dirmstein begüterten und ansässigen Adligen“ die Freiheiten und Rechte bestätigt, die Kurfürst Ludwig von der Pfalz am 29. April 1521 garantiert hatte.
Caspar Lerch II. hatte aus seinen drei Ehen mindestens drei Söhne. Jacob Caspar (* 1508) verstarb 1520 als Zwölfjähriger, Christoph Caspar (* 1510) kam 1531 bei einem Duell ums Leben (s. Abschnitt Hospitalstiftung), den Vater beerbte schließlich Caspar Lerch III. (1540–1590).

## Hospitalstiftung

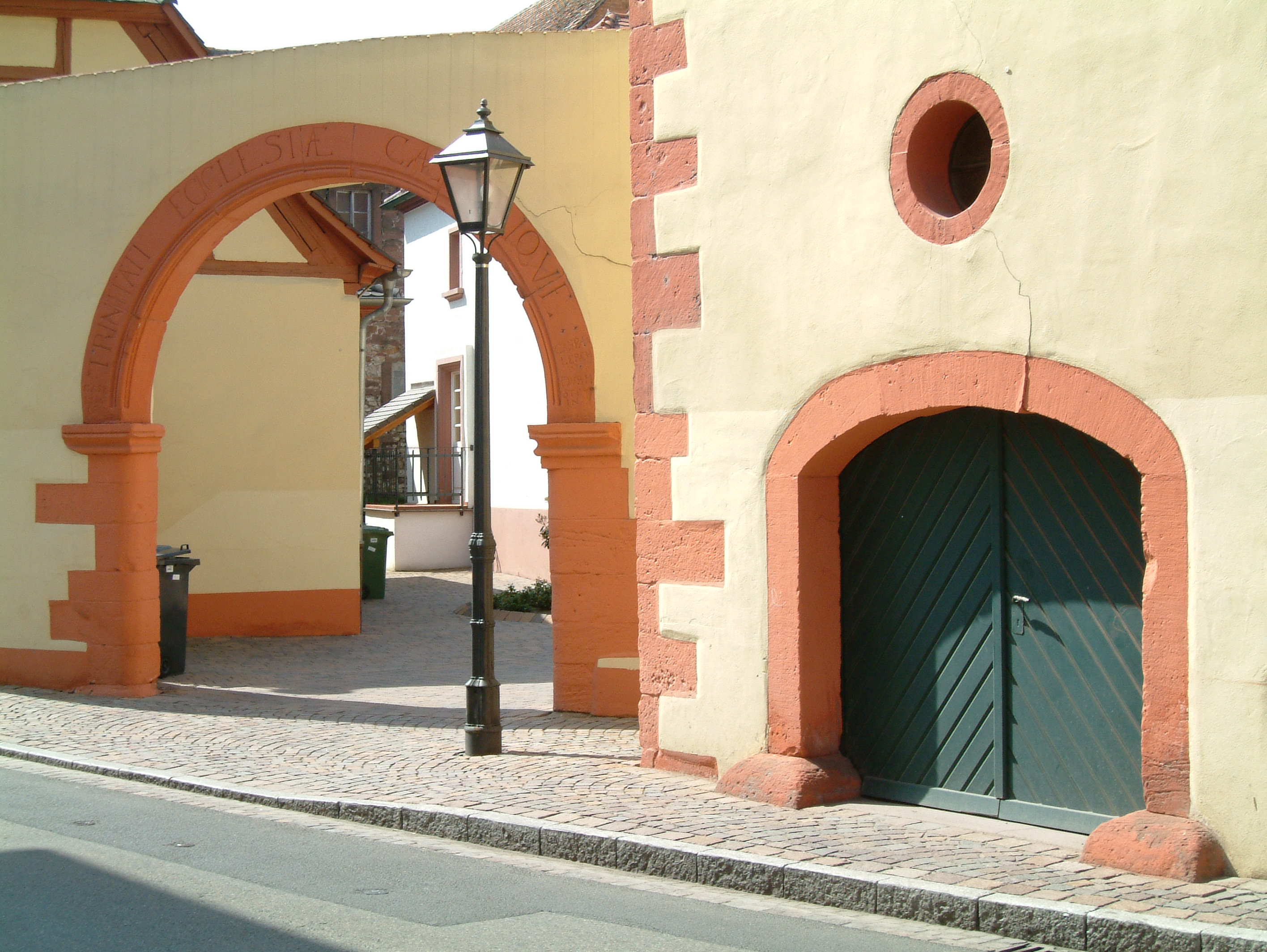
Torbogen am Spitalhof

Caspar Lerch II. errichtete am 14. August 1543 für das bereits vorhandene Hospiz Dirmstein, den heutigen Spitalhof, eine Stiftung, die bis heute als öffentlich-rechtliche Katholische Hospitalstiftung Dirmstein fortbesteht und über beträchtliches Vermögen verfügt. Sie sollte den Spitalhof, der ein Armen- und Altenhaus war, in die Lage versetzen, Dirmsteiner Einwohner „katholischen Bekenntnisses“ zu betreuen.
Als Grundstock für seine Stiftung verwendete Caspar Lerch II. das Sühnegeld von 350 Gulden für den Tod seines Sohnes Christoph Caspar, der am 13. Mai 1531 im Alter von 21 Jahren bei einem Duell mit Hans Sigmund von Plieningen (Plenningen) zu Tode gekommen war. Das Sühnegeld wurde zwar acht Jahre nach dem Tod des Sohnes vertraglich abgesichert, durch den Schuldner bezahlt jedoch erst am 22. März 1563. Samt aufgelaufenen Zinsen betrug es schließlich 464 Gulden. Zu diesem Zeitpunkt war der Stifter bereits 15 Jahre tot, sein Vermächtnis wurde durch seinen Sohn, Caspar Lerch III., fortgeführt.
Zur Erinnerung an Christoph Lerchs Tod wurde um 1543 das sogenannte Weinsheimer Gedenkkreuz errichtet, welches später in das Weinsheimer Kriegerdenkmal integriert wurde. Auf der Vorderseite trägt es die Inschrift:

„ANO DMI 15[31] VFF DEN 13 DA[G] MAY IST VERSCH[I]DEN DER EDEL [VND] ERNVEST CHRIE[ST]OFFEL LERCKE[L] DEM GOT GENA[D] VON DIERMSTE[IN]“